# Pasmi

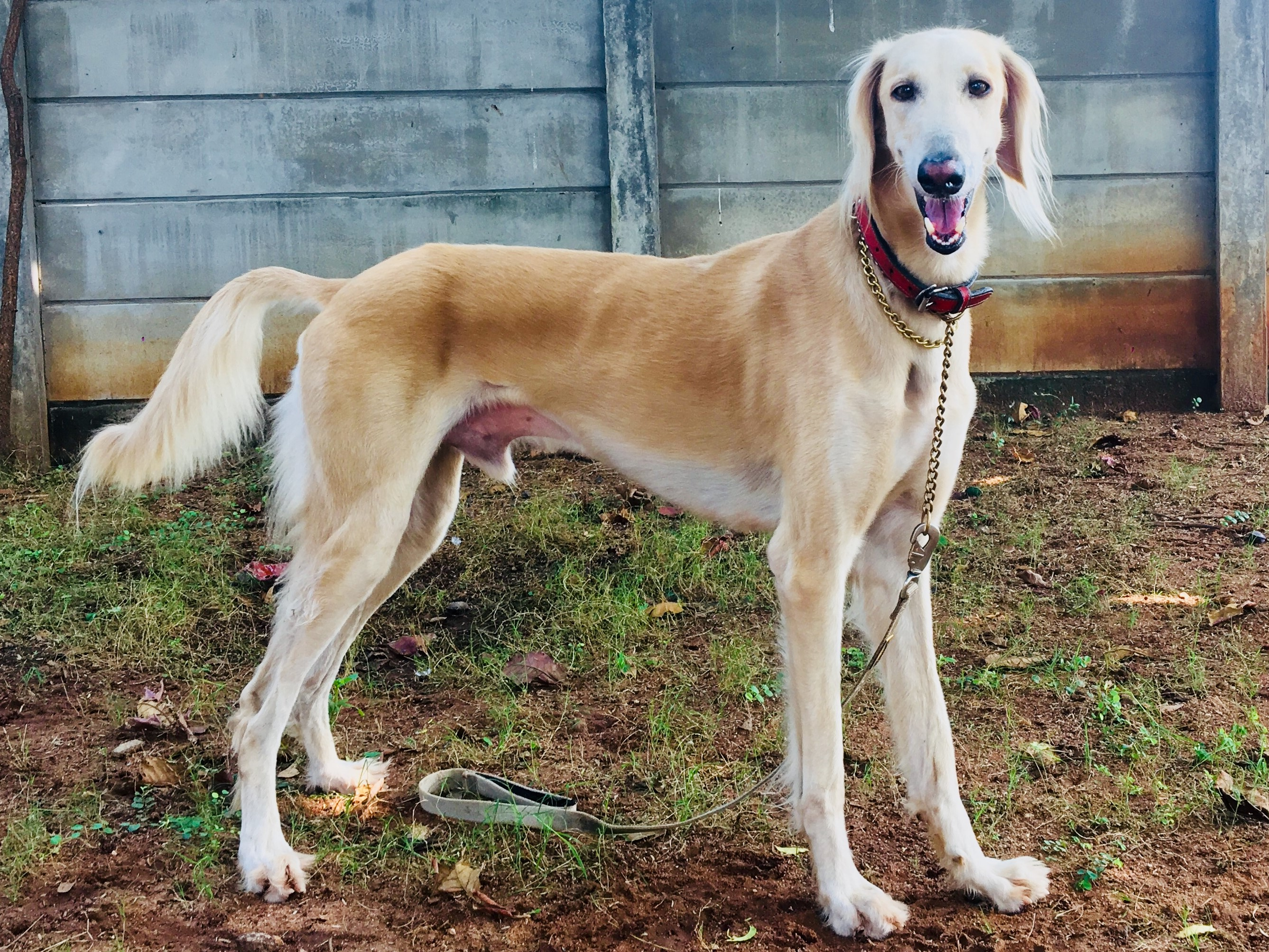
Un Saluki alias Pasmi in India

Distretto di Latur nel Maharastra

Il cane Pasmi o Old Afghan Hound o indian Saluki è un levriero del distretto di Latur del Maharashtra in India.

## Caratteristiche
É un cane simile al saluki, il termine Pashmi deriva dal persiano pashm; infatti significa lana, come lo scialle Pashmina. Si trovano soprattutto nelle aree desertiche. Sono usati anche come cani da guardia, anche se solitamente è usato per la caccia a vista della lepre..
Esiste una variante con il pelo raso senza lanugine nelle orecchie e nelle zampe e coda, che è riconosciuta come  Mudhol Hound di cui il Pasmi viene considerato una sottovariante.
La testa è lunga e stretta, larga tra le orecchie con un muso appuntito; gli occhi sono forma ovale nocciola. 
Le zampe anteriori sono lunghe e diritte. I lombi sono ampi e profondi. 
Il torace è solido e profondo con costole ben cerchiate. 
La pancia è per niente pronunziata. 
I quarti posteriori sembrano larghi e forti costruiti. 
La coda è portata bassa, solida alla base e decrescente, molto lunga e portata con una curva a semiluna caratteristica. 
È alto da 55 a 60 cm e pesa circa 20 kg,  orecchie piumate insieme alla coda e alle zampe; è noto per la sua velocità. 
Solitamente è usato per la caccia alla lepre.